# Avenida Santo Amaro
A Avenida Santo Amaro é uma via arterial da cidade de São Paulo, no Brasil, que liga o distrito do Itaim Bibi ao distrito de Santo Amaro. É a mais importante ligação do centro com a zona sul. Inicialmente uma estrada que fazia a ligação entre São Paulo e o hoje extinto município de Santo Amaro, hoje constitui uma importante via que delimita bairros da zona sul da capital paulista.

## História

### Estrada de Santo Amaro
A avenida surgiu como Estrada de Santo Amaro, uma estrada que fazia a ligação entre São Paulo e o antigo município de Santo Amaro.

### Urbanização
Com a urbanização a estrada mudou de nome para Avenida Adolfo Pinheiro no trecho do antigo município de Santo Amaro.
Em 1954 ela mudou de nome para Avenida Santo Amaro, através da Lei nº 2.705 de 07/10. O trecho entre o Viaduto dos Bandeirantes e a Avenida João Dias era parte das Avenidas Adolfo Pinheiro e João Dias e depois foi passado para a Avenida Santo Amaro.
Em 1962, através da Lei nº 5.934 de 16/02, a Av. Santo Amaro incorporou uma parte da Avenida Adolfo Pinheiro, trecho este desde a Rua Texas até a Rua São Sebastião. Por esta mesma Lei, a mesma Avenida Santo Amaro incorporou uma parte da Avenida João Dias, até a Rua São Sebastião.

### Corredor de ônibus
Até meados do século XX a avenida não costumava ter congestionamentos, mas esse panorama mudou com o crescimento do número de linhas de ônibus, que chegava a quatrocentos por hora em 1986, quando a avenida não comportava mais do que 250 por hora. Com isso, ônibus formavam enormes filas próximo aos pontos, parando em filas duplas e até triplas, o que era agravado pelo fato de apenas 10% dos passageiros que saíam da zona sul seguirem até o fim do trajeto.
Para contornar esse problema foi construído um corredor de ônibus nas faixas centrais. A avenida, que tinha três faixas de rolamento em cada sentido, passou a ter duas para carros e uma para ônibus em cada pista, sendo esta última separada das demais por pequenos muros de concreto e grades. As obras começaram em agosto de 1985, no Largo Treze de Maio, em Santo Amaro, e foram seguindo no sentido centro. "Trata-se de uma das mais importantes interferências no sistema de transporte coletivo que a cidade sofreu nos últimos tempos", disse, à revista Veja em São Paulo, o então presidente da Companhia Municipal de Transportes Coletivos, Jair Carvalho Monteiro, em 1986.
Junto com o corredor, foram construídos terminais de ônibus no Largo Treze e na Avenida João Dias, que passaram a receber linhas que saíam de bairros da zona sul mais afastados, na época já com integração para que se usasse o mesmo bilhete nas viagens em mais de uma linha com baldeação nos terminais.
Apesar de cortar regiões extremamente valorizadas da cidade de São Paulo, a partir da inauguração do corredor de ônibus, em 1986, a avenida passou a enfrentar um processo de degradação, com uma grande quantidade de imóveis antigos sendo abandonados ou deteriorados. Esses imóveis tinham sido elementos de contraste urbano e arquitetônico para bairros como Vila Nova Conceição e Moema, pertencentes à Zona A do CRECI. Porém, desde 2006 esse contraste arquitetônico está sendo diminuído por meio de agressões e demolições ao patrimônio histórico e construção massiva de imóveis modernos, feitas de forma massiva por grandes construtoras. Esses imóveis antigos deteriorados poderiam ser restaurados e recuperados, mantendo suas condições, fachada e materiais de construção originais, com exceção da rede hidráulica e fiação elétrica, utilizando uma técnica de construção civil chamada retrofit, em vez de ser destruídos e substituídos por imóveis modernos sem características arquitetônicas que tenham a ver com a essência histórica.

### Incêndio do viaduto sobre a Avenida dos Bandeirantes
Em 13 de fevereiro de 2016, a estrutura do viaduto da Avenida Santo Amaro sobre a Avenida dos Bandeirantes, construído em 1969, foi danificada por um incêndio ocorrido após acidente de trânsito envolvendo duas carretas. A Prefeitura chegou a cogitar sua demolição, a um custo estimado de quarenta milhões de reais. Doze dias depois, em 25 de fevereiro, o viaduto foi reaberto para o tráfego de ônibus; em 3 de março, para o tráfego de táxis; e em 6 de setembro, para o tráfego geral.

### Linha 5 do Metrô
A avenida é atendida pela Linha 5–Lilás do Metrô, contando com quatro estações ao longo de seu trajeto: Alto da Boa Vista, Borba Gato e Brooklin, inauguradas em 6 de setembro de 2017, e Campo Belo, onde haverá uma integração com a Linha 17–Ouro, inaugurada em 8 de abril de 2019.

### Reforma da Avenida Santo Amaro
Desde julho de 2022, a Avenida Santo Amaro está em reforma. A reforma prevê o alargamento das calçadas e das pistas. A primeira fase da reforma, realizada no trecho entre a Avenida Juscelino Kubitschek e a Rua Afonso Braz, foi entregue em abril de 2024, e incluiu intervenções como ampliação de calçadas e o enterramento dos fios elétricos, além da remoção dos postes de concreto. A segunda etapa teve início em janeiro de 2025, e tem previsão de entrega para outubro do mesmo ano.